# Fernando David Cardozo
Fernando David Cardozo (Asunción, 8 febbraio 2001) è un calciatore paraguaiano, attaccante del Newell's Old Boys.

## Carriera

### Club
Ha giocato nella prima divisione paraguaiana ed in quella portoghese.
Il 5 luglio viene acquistata metà del suo cartellino da parte del Newell's Old Boys e si trasferisce quiondi alla formazione argentina.

### Nazionale
Ha partecipato al campionato sudamericano Under-20 del 2019.

## Statistiche
Statistiche aggiornate al 20 novembre 2024.

### Presenze e reti nei club
| Stagione        | Club              | Campionato      | Campionato | Campionato | Coppe nazionali | Coppe nazionali | Coppe nazionali | Coppe continentali | Coppe continentali | Coppe continentali | Supercoppe | Supercoppe | Supercoppe | Totale | Totale |
| Stagione        | Club              | Comp            | Pres       | Reti       | Comp            | Pres            | Reti            | Comp               | Pres               | Reti               | Comp       | Pres       | Reti       | Pres   | Reti   |
| --------------- | ----------------- | --------------- | ---------- | ---------- | --------------- | --------------- | --------------- | ------------------ | ------------------ | ------------------ | ---------- | ---------- | ---------- | ------ | ------ |
| 2017            | Olimpia           | DP              | 3          | 0          | -               | -               | -               | -                  | -                  | -                  | -          | -          | -          | 3      | 0      |
| 2018            | Olimpia           | DP              | 30         | 3          | CP              | 1+              | 1+              | CL                 | 0                  | 0                  | -          | -          | -          | 31+    | 4+     |
| gen.-lug. 2019  | Olimpia           | DP              | 2          | 0          | CP              | ?               | ?               | -                  | -                  | -                  | -          | -          | -          | 2+     | 0+     |
| 2019-2020       | Boavista          | PL              | 10         | 0          | CP+CdL          | 0               | 0               | -                  | -                  | -                  | -          | -          | -          | 10     | 0      |
| 2020-2021       | Vizela            | SL              | 20         | 0          | CP+CdL          | 2+0             | 1+0             | -                  | -                  | -                  | -          | -          | -          | 22     | 1      |
| lug.-dic. 2021  | Olimpia           | DP              | 4          | 1          | CP              | 2               | 0               | CL                 | 1                  | 0                  | -          | -          | -          | 7      | 1      |
| 2022            | Olimpia           | DP              | 35         | 2          | CP              | 2               | 0               | CL+CS              | 11+2               | 4+0                | SP         | 1          | 0          | 49     | 6      |
| 2023            | Olimpia           | DP              | 41         | 7          | CP              | 1               | 0               | CL                 | 10                 | 3                  | -          | -          | -          | 52     | 10     |
| gen.-lug. 2024  | Olimpia           | DP              | 12         | 0          | CP              | 0               | 0               | CL                 | 0                  | 0                  | -          | -          | -          | 12     | 0      |
| Totale Olimpia  | Totale Olimpia    | Totale Olimpia  | 127        | 13         |                 | 6+              | 1+              |                    | 24                 | 7                  |            | 1          | 0          | 158+   | 21+    |
| lug.-dic. 2024  | Newell's Old Boys | PD              | 14         | 0          | CA+CdL          | 1+0             | 0               | -                  | -                  | -                  | -          | -          | -          | 15     | 0      |
| Totale carriera | Totale carriera   | Totale carriera | 171        | 13         |                 | 9+              | 2+              |                    | 24                 | 7                  |            | 1          | 0          | 205+   | 22+    |

### Cronologia presenze e reti in nazionale
| Cronologia completa delle presenze e delle reti in nazionale ― Paraguay under 20 | Cronologia completa delle presenze e delle reti in nazionale ― Paraguay under 20 | Cronologia completa delle presenze e delle reti in nazionale ― Paraguay under 20 | Cronologia completa delle presenze e delle reti in nazionale ― Paraguay under 20 | Cronologia completa delle presenze e delle reti in nazionale ― Paraguay under 20 | Cronologia completa delle presenze e delle reti in nazionale ― Paraguay under 20 | Cronologia completa delle presenze e delle reti in nazionale ― Paraguay under 20 | Cronologia completa delle presenze e delle reti in nazionale ― Paraguay under 20 |
| Data                                                                             | Città                                                                            | In casa                                                                          | Risultato                                                                        | Ospiti                                                                           | Competizione                                                                     | Reti                                                                             | Note                                                                             |
| -------------------------------------------------------------------------------- | -------------------------------------------------------------------------------- | -------------------------------------------------------------------------------- | -------------------------------------------------------------------------------- | -------------------------------------------------------------------------------- | -------------------------------------------------------------------------------- | -------------------------------------------------------------------------------- | -------------------------------------------------------------------------------- |
| 18-1-2019                                                                        | Talca                                                                            | Ecuador under 20                                                                 | 3 – 0                                                                            | Paraguay under 20                                                                | Sudamericano Sub-20 2019 - 1º turno                                              | -                                                                                | 46’                                                                              |
| 20-1-2019                                                                        | Curicó                                                                           | Paraguay under 20                                                                | 1 – 1                                                                            | Argentina under 20                                                               | Sudamericano Sub-20 2019 - 1º turno                                              | -                                                                                | 80’                                                                              |
| 22-1-2019                                                                        | Talca                                                                            | Paraguay under 20                                                                | 1 – 0                                                                            | Perù under 20                                                                    | Sudamericano Sub-20 2019 - 1º turno                                              | -                                                                                | 45+3’ 90+1’                                                                      |
| 26-1-2019                                                                        | Talca                                                                            | Uruguay under 20                                                                 | 1 – 0                                                                            | Paraguay under 20                                                                | Sudamericano Sub-20 2019 - 1º turno                                              | -                                                                                | 74’                                                                              |
| Totale                                                                           |                                                                                  | Presenze                                                                         | 4                                                                                |                                                                                  | Reti                                                                             | 0                                                                                |                                                                                  |